# Palechóri
Palechóri (grec moderne : Παλαιχώρι) est un village de Chypre situé dans le district de Nicosie.
Le village possède une église du XVIe siècle, Metamorfosis tou Sotiros (grec moderne : Μεταμορφώσης του Σωτήρος) qui est l'une des dix églises peintes de la région de Tróodos. Elles sont inscrites au patrimoine mondial de l'UNESCO en 1985 en raison de leurs fresques exceptionnelles et de leur témoignage de l'histoire de la domination byzantine à Chypre.